# Sirop d'orge malté
 (mai 2021).
Si vous disposez d'ouvrages ou d'articles de référence ou si vous connaissez des sites web de qualité traitant du thème abordé ici, merci de compléter l'article en donnant les références utiles à sa vérifiabilité et en les liant à la section « Notes et références ».

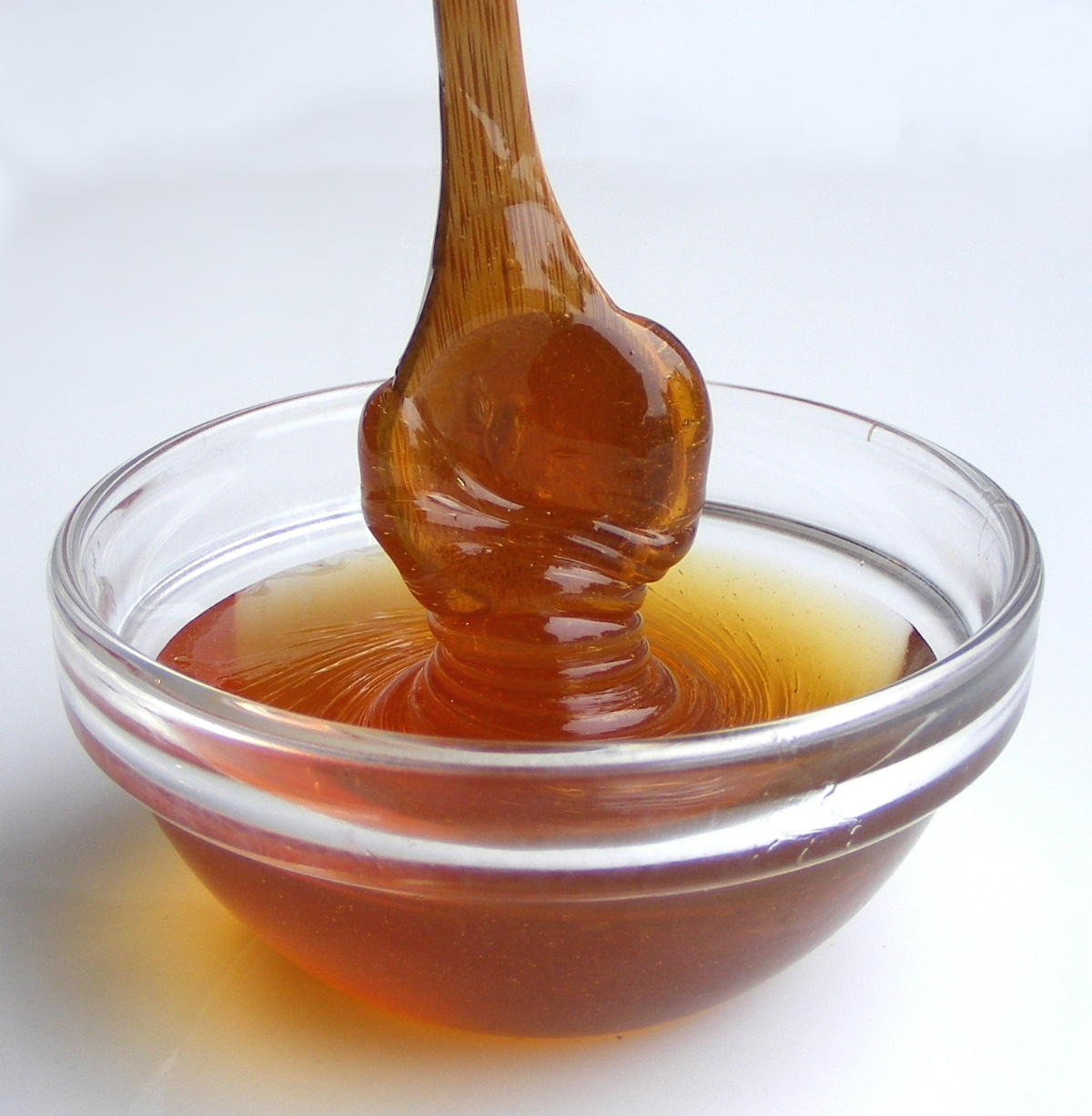
Sirop de malt.

Le sirop d'orge malté ou de malt ou de maltose, est un concentré édulcorant produit à partir de grains d'orge germés.
Les grains d'orge sont germés, séchés, grillés puis moulus pour donner une farine principalement composée d'amidon (un polysaccharide). L'action d'enzymes comme l'amylase, dans un fermenteur, conduit à l'hydrolyse enzymatique de l’amidon en sucre simple (principalement du maltose). Le sirop de malt d’orge est une sorte de mélasse sucrée, destinée à édulcorer des préparations culinaires, à faire de la bière ou du whisky.
Le sirop de malt concentré contient approximativement 65 % de maltose, 30 % de glucide complexe et 3 % de protéine. Il a un aspect visqueux de couleur marron foncé et possède une odeur particulière distinctive pouvant être décrite comme « maltée ». Son pouvoir sucrant est moitié moindre que le sucre de table.